# Beautiful Future
Beautiful Future è il nono album discografico in studio del gruppo musicale britannico Primal Scream, pubblicato nel 2008.

## Tracce
1. Beautiful Future – 5:09
2. Can't Go Back – 3:44
3. Uptown – 4:50
4. The Glory of Love – 3:11
5. Suicide Bomb – 5:51
6. Zombie Man – 3:37
7. Beautiful Summer – 4:43
8. I Love to Hurt (You Love to Be Hurt) (feat. Lovefoxxx) – 4:32
9. Over & Over (feat. Linda Thompson) – 4:33
10. Necro Hex Blues (feat. Josh Homme) – 3:34
11. The Glory Of Love (Single Version) – 3:13
12. Urban Guerrilla – 3:25
13. Time of the Assassins – 3:38

## Formazione
Primal Scream
- Bobby Gillespie - voce
- Andrew Innes - chitarra, sintetizzatori
- Martin Duffy - tastiere
- Gary "Mani" Mounfield - basso
- Darrin Mooney - batteria, percussioni

Ospiti
- Victoria Bergsman - voce
- Ellekari Larsson - voce
- Lykke Li Zachrisson - voce
- Maria Andersson (Sahara Hotnights) - voce
- Juliet Roberts - voce
- Lovefoxxx (Cansei de Ser Sexy) - voce
- Linda Thompson - voce
- Erik Arvinder - violino
- Andreas Forsman - violino
- Christopher Öhman - viola
- Emma Lindhamre - violoncello
- Barrie Cadogan (Little Barrie) - chitarra
- Björn Yttling (Peter Bjorn and John) - tastiere
- Josh Homme (Queens of the Stone Age) - chitarra